# Neoseiulella compta
Neoseiulella compta är en spindeldjursart som först beskrevs av Corpuz-Raros 1966.  Neoseiulella compta ingår i släktet Neoseiulella och familjen Phytoseiidae. Inga underarter finns listade i Catalogue of Life.